# Sten Lundberg
Sten Gunnar Jakob Lundberg, född den 18 juni 1920 i Örebro Sankt Nikolai församling, död den 31 juli 1999 i Danderyds församling, var en svensk ämbetsman.
Lundberg tog civilekonomexamen 1947. Han tjänstgjorde 1947–1950 vid Statens handelskommission och var 1950–1953 sekreterare vid Statens handels- och industrikommission. Åren 1953–1966 tjänstgjorde han vid Handelsdepartementet: som sakkunnig 1953–1957, som budgetsekreterare 1957–1961 och som chef för Handelsavdelningen 1961–1966, från 1965 med titeln departementsråd. Han var generaldirektör och chef för Överstyrelsen för ekonomisk försvarsberedskap 1966–1979 (1969 namnändrad till Överstyrelsen för ekonomiskt försvar) samt dess ordförande 1979–1981.
Sten Lundberg invaldes 1970 som ledamot av Kungliga Krigsvetenskapsakademien.